# Остриё бритвы (фильм, 1946)
«Остриё бритвы», также в русскоязычном дубляже «На краю лезвия» и «Лезвие бритвы» (англ. The Razor's Edge) — драматический фильм 1946 года американского режиссёра Эдмунда Гулдинга. Первая экранизация одноимённого романа (1944) Сомерсета Моэма.

## Производство
Кинокомпания 20th Century Fox в марте 1945 года приобрела у Сомерсета Моэма права на экранизацию его произведения. По условиям контракта Моэм получал 50000 долларов плюс 20 % от прибыли в прокате. К тому же было обговорено условие, что автор получит ещё 50000, если съёмки не начнутся до 2 февраля 1946 года.
Съёмки начались в августе 1945 года около Денвера, штат Колорадо, в горах, изображающих в фильме Гималаи. Интересно, что при этом не было определённости с исполнителями главных ролей: продюсер Занук хотел видеть в главной мужской роли только Пауэра, и поэтому ожидал его возвращения с военной службы в морской пехоте в январе 1946 года.
Первоначально режиссёром ленты Занук нанял Джорджа Кьюкора, но разногласия на съёмочной площадке вынудили их расстаться в самом начале работы.
На роль Софи пробовались Бетти Грейбл и Джуди Гарленд.
Сам Моэм в главной женской роли (Изабель) хотел видеть только свою подругу Джин Тирни. Занук же пригласил на это место Морин О’Хара с условием, чтобы она хранила секрет до последнего момента, но та проболталась своей подруге Линде Дарнелл. Занук узнал об этом и немедленно поменял обратно О’Хара на Тирни.

## Сюжет
С войны возвращается солдат Ларри Даррелл (играет Тайрон Пауэр). Она сильно изменила его, он заново ищет себя в этом мире. Ларри не находит себя в высшем обществе и разрывает отношения с девушкой, которую он любил, Изабель Брэдли (играет Джин Тирни). Вскоре она выходит замуж за другого, и исключительно по расчёту. Потерянный Ларри начинает искать смысл жизни в путешествиях и уезжает в Гималаи. После он начинает встречаться с ветреной любительницей выпивки Софи Макдональд (играет Энн Бакстер), но спустя десять лет Изабель внезапно вновь появляется в жизни бывшего солдата, чтобы разбить и эту его привязанность.
Вскоре Софи умирает, а Ларри продолжает искать себя.

## В ролях
- Тайрон Пауэр — Ларри Даррелл
- Джин Тирни — Изабель Брэдли
- Джон Пейн — Грей Матурин, муж Изабель
- Энн Бакстер — Софи Макдональд
- Клифтон Уэбб — Эллиот Темплтон, дядя Изабель
- Герберт Маршалл — Сомерсет Моэм
- Люсиль Уотсон — Луиза Брэдли, мать Изабель
- Фрэнк Латимор — Боб Макдональд, муж Софи
- Эльза Ланчестер — мисс Кит
- Фриц Кортнер — Кости
- Сесил Хамфрис — святой человек

## Награды и номинации
- 1947 — премия «Оскар» в номинации «Лучшая актриса второго плана» (Энн Бакстер), а также три номинации: лучший фильм, лучший актёр второго плана (Клифтон Уэбб), лучшая работа художника-постановщика и декоратора в чёрно-белом фильме (Ричард Дэй, Натан Джуран, Томас Литтл, Пол Фокс)[3].
- 1947 — две премии «Золотой глобус» за лучшую мужскую роль второго плана (Клифтон Уэбб) и лучшую женскую роль второго плана (Энн Бакстер).

## Премьерный показ в разных странах[4]
- США — 19 ноября 1946 (только в Нью-Йорке); декабрь 1946 — широкий экран
- Швеция — 9 декабря 1946
- Франция — 23 августа 1947
- Финляндия — 31 октября 1947
- Италия — 19 марта 1948
- Япония — 22 июня 1948
- Дания — 31 января 1949
- Австрия — 25 ноября 1949
- Гонконг — 12 апреля 1951
- Западная Германия — 31 октября 1952

Кроме того фильм официально переводился на испанский и греческий языки.